# انباك
انباك بكسر الألف وسكون النون، هي هجرة ومركز تتبعُ لمحافظة العديد في المِنطقة الشرقيَّة في المَملكة العربيَّة السعوديَّة.

## الموقع
تقع انباك جنوب شرق مدينة الهفوف وسلوى، وتبعد عن محافظة الأحساء مسافةَ 140 كيلومترًا، وعن العاصمة الرياض مسافة 480 كيلومترًا، وعن أبو ظبي عاصمة الإمارات مسافة 360 كيلومترًا.
تحدها من الناحية الشمالية اهجر الأخرى من الجيبان ومن الناحية الجنوبية ما يعرف بالجوب وجنوب الجوافير وآبارها والسنام والرملة ومن الناحية الشرقية يحدها سبخة مطي والسكك وغربها يتمدد نفود الجافورة. ترتفع عن سطح البحر 550م، تبلغ المساحة العمرانية للقرية 1900 دونم ومساحة أراضيها 280 ألف دونم.

## أصل التسمية
نباك بكسر النون وآخره كاف، جمع نبكة، وهي الروابي من الرمال اللينة، والأصمعي يقول:«النبكة ما ارتفع من وجه الأرض». وذكر أبو منصور النبكة: «الرابية من الطين». وقال البكري:«النُّبَاك بضم أوله: موضع بالبحرين» ".
وقال الحربي :«فإذا قطعت حدّ العراق من مهب الجنوب إلى منبت العِضاة والرمل والأحساء والنبوك، وهو منبت النخل إلى البحرين، فاستقبل الشمال بجبهتك ثم قد أعمنت أي أتيت عمان».

وقال البعيث:

## النقل
يمر بالقرب من القرية الطريق السريع 95 والذي يبدأ شمالا من حدود دولة الكويت منفذ الخفجي في الجانب السعودي إلى منفذ البطحاء
من حدود دولة الإمارات على مسافة 646 كم. وهو يصل القرية بالطريق البلدي رقم 7075 بمسافة 19 كيلومتر جنوب غرب

## السكان
بلغ عدد سكانها عام 1922م حوالي 1265 نسمة وعام 1945م حوالي 2190 نسمة وبلغ عدد سكانها عام 1967م بعد الطفرة البترولية 3آلاف نسمة ارتفع إلى 5600 نسمة عام 1987م[بحاجة لمصدر]

## الزراعة
فيها العديد من المزارع والنخيل وزراعتها وتأبير النخيل وجمع محصول التمر الذي يشكل المصدر الرئى سي للدخل في المنطقة جنباً الي جنباً مع الفواكه المختلفة مثل المانجو والبرتقال والجوافة.

## الآثار
يوجد بوسط القرية آثار يقال انها قديمة جدا للأمم قد أندثرت بنيت باحجار ضخمة.

## العمران والمرافق
- مركز صحي
- مدارس لمختلف المراحل الدراسية